# بینسبومبو
بینسبومبو شهری در شهرستان توئسه در استان بازگا در بورکینافاسوی مرکزی است و جمعیت آن ۱۵۱۴ نفر است.